# Ševet Cedek

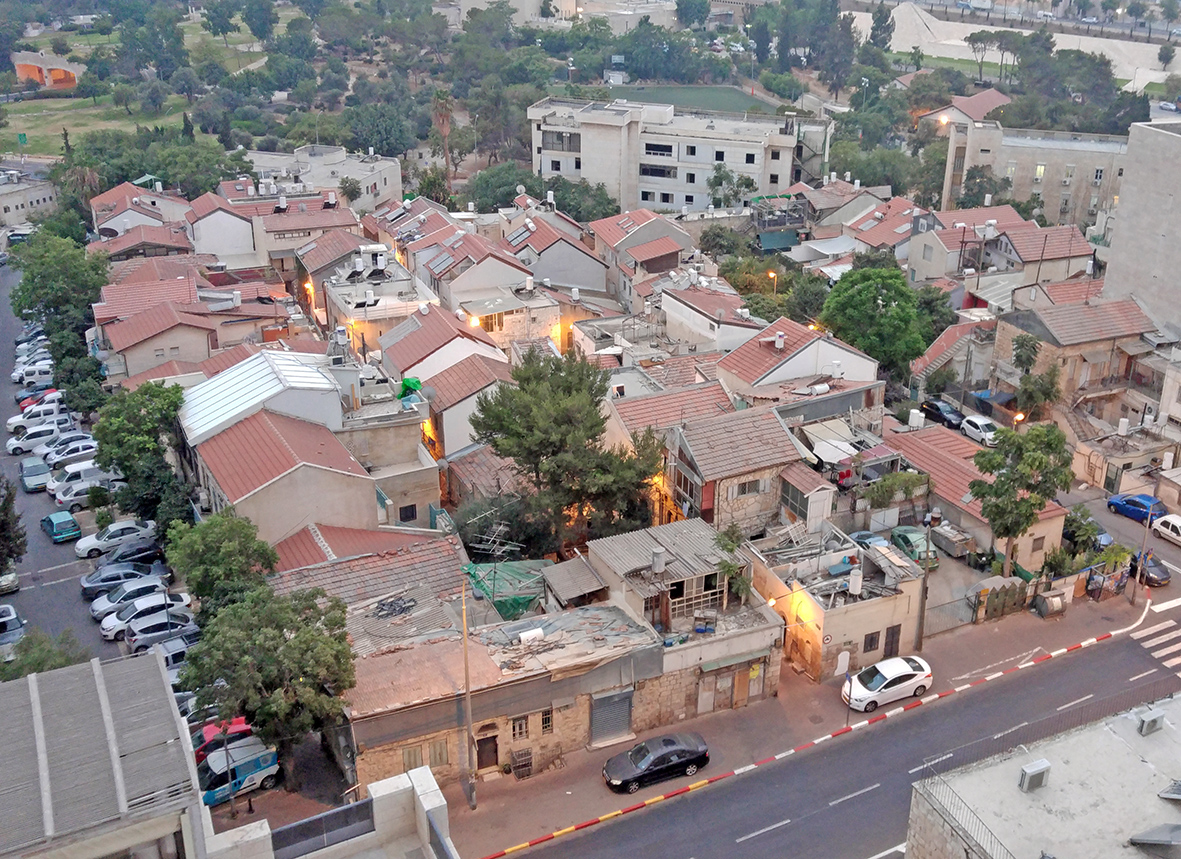
Domy v uvedené části.

Ševet Cedek (hebrejsky: שבת צדק) je městská čtvrť v centrální části Jeruzaléma v Izraeli.

## Geografie
Je součástí širšího zastavěného distriktu zvaného Lev ha-ir (Střed města), který zaujímá centrální oblast Západního Jeruzaléma. Leží v nadmořské výšce okolo 800 metrů, přes 2 kilometry západně od Starého Města. Její plocha je vymezena ulicemi Ben Cvi, Šazar, Agrippas a Nisim Behar. Na jihovýchodě sousedí se čtvrtí Zichron Josef a dalšími menšími obytnými soubory v rámci čtvrtě Nachla'ot. Na východě odtud se rozkládá čtvrť Machane Jehuda. Populace čtvrti je židovská.

## Dějiny
Výstavba Ševet Cedek probíhala již koncem 19. století. Jde o jedno z mnoha židovských předměstí, která koncem 19. století vyrůstala v rámci hnutí Útěk z hradeb na předměstí Jeruzaléma. V roce 1897 zde stálo již 209 domů a šlo o největší takové předměstí.
První domy tu vyrostly v letech 1890–1892. Pozemky pro tyto účely zakoupili sefardští Židé z Jeruzaléma. Obyvateli se stali jemenitští Židé a židovští imigranti z Persie, kteří do té doby pobývali v provizorních příbytcích ve čtvrti Jemin Moše, odkud byli kvůli chystané nové výstavbě vystěhováni. I nová zástavba, která zde pro ně vyrostla, měla provizorní charakter. Zpočátku šlo o domy zbudované z dřevěných beden a plechů, s pískovou podlahou, bez sociálního zařízení. Ve 20. letech 20. století čtvrť osídlili Židé z Iráku. Od 70. let 20. století byla většina zástavby v Ševet Cedek zbořena nebo rekonstruována. Stěhují se sem mladé páry. V oblasti podél ulice Rechov Agrippas se soustřeďují gastronomické služby.